# Prnjavorac
Prnjavorac es una localidad de Croacia situada en el municipio de Čazma, en el condado de Bjelovar-Bilogora. Según el censo de 2021, tiene una población de 112 habitantes.

## Demografía
| Gráfica de población de Prnjavorac 1857-2021                       |
|                                                                    |
| Según los censos de población de la Oficina de Estadísticas Croata |